# 锦采街道
锦采街道，是中华人民共和国辽宁省盘锦市兴隆台区下辖的一个乡镇级行政单位。实际位于锦州市凌海市阚家乡，是盘锦市的一块飞地。

## 行政区划
锦采街道下辖以下地区：
静园社区和绿园社区。